# Willi Hennig
Emil Hans Willi Hennig (Dürrhennersdorf, 20 aprile 1913 – Ludwigsburg, 5 novembre 1976) è stato un biologo, entomologo e zoologo tedesco, noto per aver posto le fondamenta della moderna cladistica con la sua sistematica filogenetica.

## Biografia
Willi Hennig nacque in un piccolo villaggio della Sassonia in una famiglia di modeste condizioni economiche: il padre, Karl Ernst Emil Hennig, era ferroviere; la madre, Marie Emma Groß, cameriera. Si iscrisse all'università di Dresda nel 1932, laureandosi nel 1936 in Biologia. Il 1º gennaio 1937, grazie a una borsa di studio della Deutsche Forschungsgemeinschaft, il principale ente di ricerca tedesco, entrò nel Deutsches Entomologisches Institut ("Istituto entomologico tedesco") dell'Istituto Kaiser Wilhelm di Berlino. L'attività fu interrotta dalla guerra: chiamato alle armi nel 1939, fino al 1945 prestò servizio in Polonia, Francia, Danimarca, Russia (dove fu ferito) e Italia interessandosi soprattutto di profilassi antimalarica. Nel 1945 fu catturato in prossimità di Trieste e rinchiuso per qualche mese in un campo di concentramento. Per la sua partecipazione alla seconda guerra mondiale fu accusato, soprattutto da Léon Croizat, di filonazismo; Hennig ha tuttavia sempre negato con sdegno l'accusa, peraltro mai supportata da prove.
Dopo aver conseguito il dottorato di ricerca in zoologia presso la facoltà di Scienze Biologiche dell'Università di Lipsia nel 1947, condusse vaste ricerche sulle larve dei ditteri (l'ordine di insetti che comprende mosche, zanzare e moscerini) al Deutschen Entomologischen Institut di Berlino Est. Pubblicò i risultati dei suoi studi sulle larve dei ditteri in una monografia in tre volumi intitolata Larvenformen der Dipteren ( "Larve di ditteri", 1949-1952), che divenne il lavoro di riferimento in questo settore. Gli studi successivi, sulle specie di ditteri della Nuova Zelanda, gli diedero l'opportunità di ideare un metodo di classificazione degli organismi in base alla condivisione di un antenato comune recente evitando i metodi basati sulla somiglianza morfologica generica. Essendo questo metodo una forma di sistematica basata sulla filogenesi, Hennig chiamò il suo metodo di classificazione «sistematica filogenetica»; solo più tardi la sistematica filogenetica venne battezzata "cladistica" da Ernst Mayr.

Esempi di cladogrammi

Nel 1961, in segno di protesta per l'erezione del Muro di Berlino da parte della Germania Est, Hennig si dimise dal Deutschen Entomologischen Institut, dove aveva prestato servizio come direttore del dipartimento di entomologia sistematica dal 1949. Due anni più tardi, dopo essersi rifugiato in Germania Ovest, fu nominato direttore della ricerca filogenetica presso il Staatlichen Museum für Naturkunde ("Museo statale di storia naturale") di Stoccarda.
Nella sua opera Hennig non apportò probabilmente nessun concetto che già non fosse presente nella letteratura scientifica precedente, però ebbe il merito di sistematizzare e integrare le idee essenziali in un corpus rigoroso e convincente. L'opera, pubblicata inizialmente in lingua tedesca nel 1950, iniziò a diffondersi e ad esercitare influenza solo dopo la pubblicazione, nel 1965, di una versione in lingua inglese.
L'influenza della opera di Hennig è stata immensa e fruttifera, dando origine a una scuola all'interno della Biologia sistematica, la cladistica, che è stata al centro del successivo sviluppo della analisi filogenetica.

## Opere

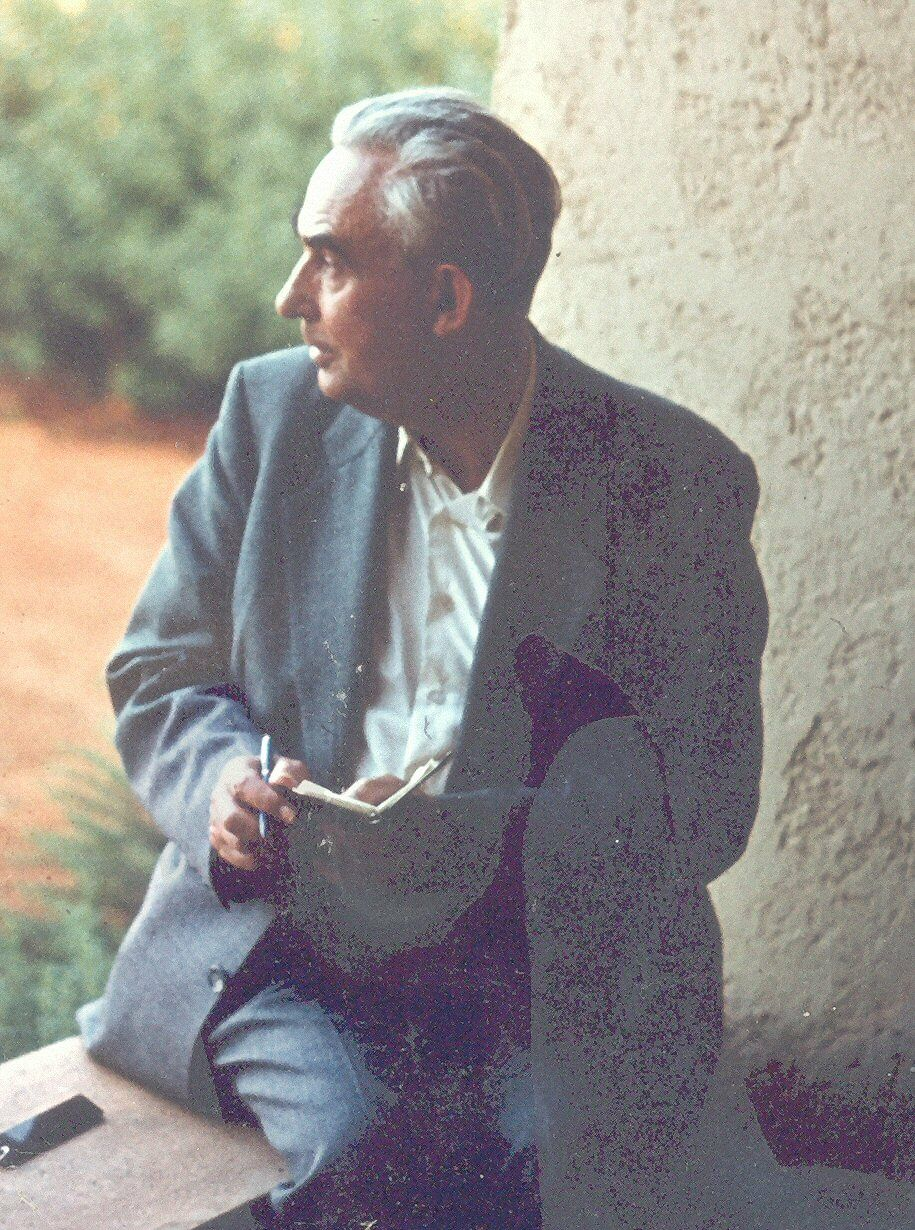
Willi Hennig (1970)

- Die Schlangengattung Dendrophis. in: Zoologischer Anzeiger. 99.1932, 273-297 (gemeinsam mit W. Meise).
- Revision der Gattung Draco (Agamidae). in: Temminckia. 1.1936, 153-220.
- Beziehungen zwischen geographischer Verbreitung und systematischer Gliederung bei einigen Dipterenfamilien: ein Beitrag zum Problem der Gliederung systematischer Kategorien höherer Ordnung. in: Zoologischer Anzeiger. 116.1936, 161-175.
- Probleme der biologischen Systematik. in: Forschungen und Fortschritte. 21/23.1947, 276-279.
- Die Larvenformen der Dipteren. 3 Bde. Akademie-Verlag, Berlin 1948-1952.
- Grundzüge einer Theorie der phylogenetischen Systematik. Deutscher Zentralverlag, Berlin 1950.
- Kritische Bemerkungen zum phylogenetischen System der Insekten. Beiträge zur Entomologie. Bd 3 (Sonderheft). 1953, 1-85.
- Phylogenetic Systematics. Univ. Illinois Press, Urbana 1966.
- Die Stammesgeschichte der Insekten. Waldemar Kramer & Co., 1969.
- „Cladistic analysis or cladistic classification?“ A reply to Ernst Mayr. in: Syst. Zool. 24.1974, 244-256
- Stammesgeschichte der Chordaten. Paul Parey, Berlin 1983
- Aufgaben und Probleme stammesgeschichtlicher Forschung. Paul Parey, Berlin 1984.
- Taschenbuch der Speziellen Zoologie, Teil 1 und 2: Wirbellose I und II, Teil 3: Wirbeltiere I, Teil 4: Wirbeltiere II.